# St. Joseph und St. Maria Magdalena (Würzburg)

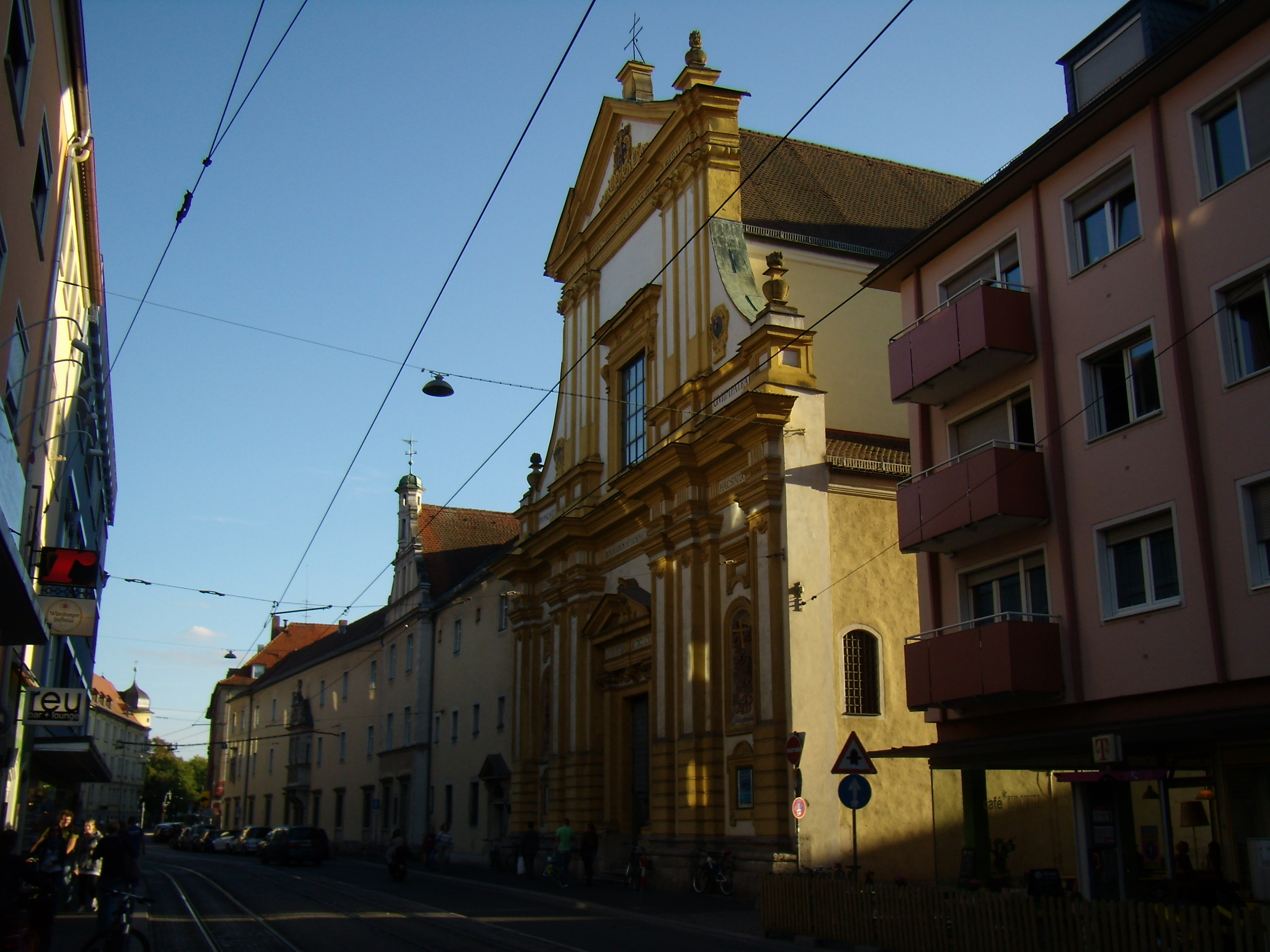
Straßenfront des Reuererklosters, vorn die Kirche

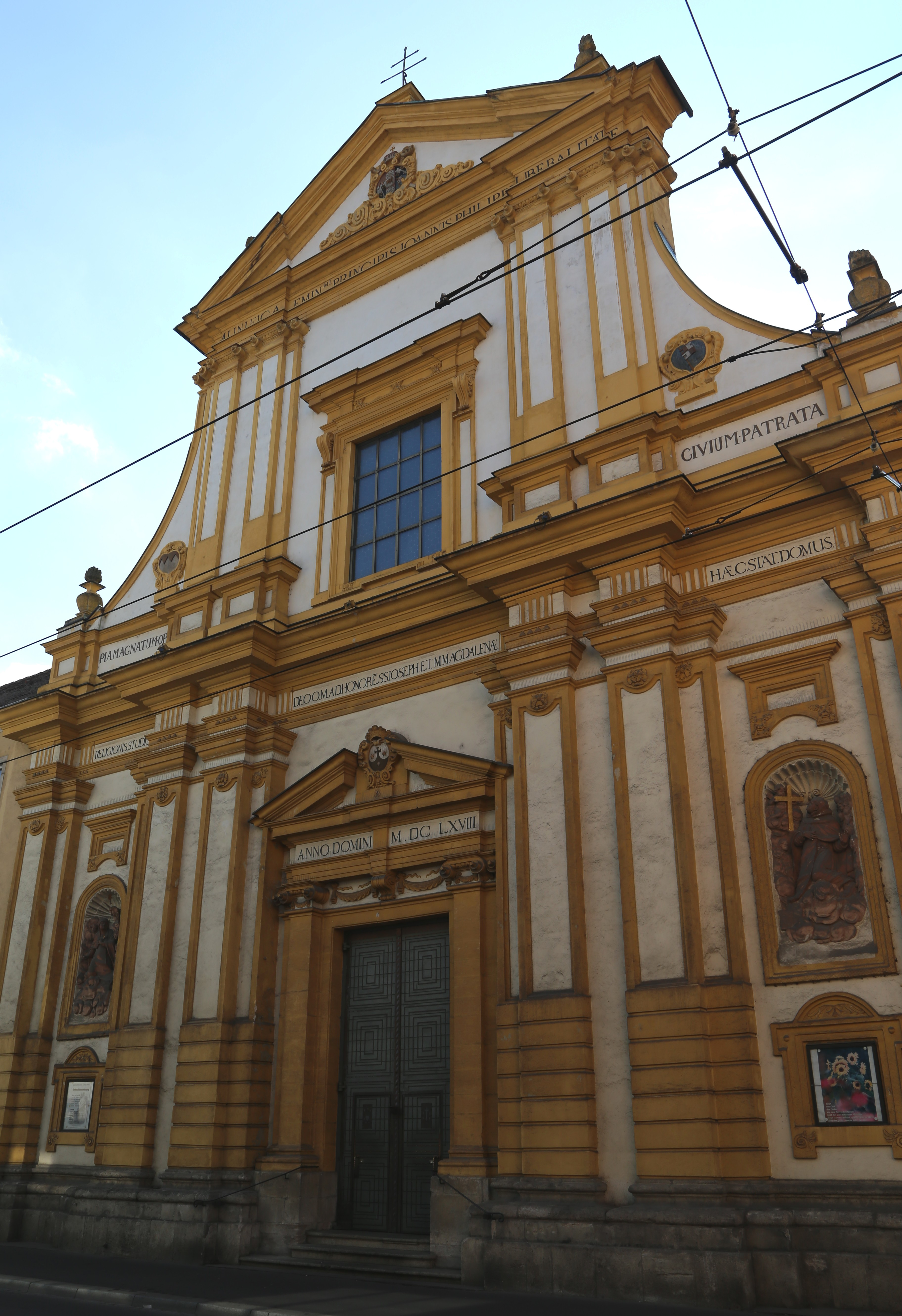
Hauptfassade der Karmelitenkirche, 1668 vollendet von Antonio Petrini

Die Karmelitenkirche St. Joseph und St. Maria Magdalena in Würzburg wurde 1662 bis 1669 von Antonio Petrini erbaut. Der kreuzförmige Barockbau mit gut gegliederter Fassade ist die Klosterkirche des Würzburger Karmelitenklosters St. Maria Magdalena. Erst 1997 bis 2001 erhielt die Kirche eine neue Ausstattung als Ersatz für die im Zweiten Weltkrieg untergegangene. Volkstümlich wird sie heute noch als Reuererkirche (lokal „Reurerkirche“) bezeichnet.

## Geschichte
Die Klosterkirche liegt in der ehemaligen Sandervorstadt. Diese wurde um 1200 in die Würzburger Stadtmauern eingeschlossen. Das Kloster der Reuerinnen zur heiligen Maria Magdalena ist dort 1227 urkundlich nachgewiesen. Es ging in der Reformationszeit in der Mitte des 16. Jahrhunderts unter. 1627 wurde das leerstehende und heruntergekommene Kloster dem zu dieser Zeit nach Würzburg gekommenen katholischen Reform-Orden der Unbeschuhten Karmeliten übergeben. Der Neubau von Kirche und Konvent konnte erst nach dem Dreißigjährigen Krieg verwirklicht werden. 1661 wurde das Kloster vollendet, 1669 die als ältestes barockes Gotteshaus Frankens geltende Karmelitenkirche. Eine 1655 nach seinerzeit bereits altmodischem Standbildschema gefertigte Josefsstatue an der Ostfront des Klosters stammt von dem Würzburger Bildhauer Gregor Diemeneck. Die lateinische Inschrift am Giebel nennt Fürstbischof Johann Philipp von Schönborn sowie die Bürgerschaft der Stadt als Stifter.
Vielleicht auch, da das Vermögen der Ordensgemeinschaft bei einer Wiener Bank lag, wurde das Kloster 1803 nicht aufgehoben und blieb wie die drei anderen Bettelorden der Stadt von der Säkularisation verschont. Am 16. März 1945 wurden die Gewölbe der Kirche, die 1944 noch als öffentlicher Luftschutzraum dienten, durch Bomben bzw. Feuersturm zerstört, die „keineswegs bescheidene“ Ausstattung (darunter Altarretabel mit Altartafeln von Johann Baptist Ruel, Oswald Onghers und Johann Christoph Storer) verbrannte fast vollständig. Bis 1950 war das Gebäude wiederaufgebaut und wurde in den nächsten Jahren schlicht und provisorisch ausgestattet. Die Aufstellung eines Volksaltars erfolgte 1967.
Eine Neuausstattung der Kirche wurde 1976 begonnen und erst 2001 abgeschlossen. Der Bildhauer und Maler Paul Nagel schuf Altar, Ambo, Ziborium, Tabernakel und mit Alain Creunier das große Chorgemälde in einer vom Barock inspirierten postmodernen Formensprache. Die Klosterkirche ist eine kreuzförmige Wandpfeilerbasilika mit kräftig gegliederter Blendfassade und schlankem seitlichem Chorturm mit Vierkantkupferhaube. Mit dem Klostergebäude ist die Klosterkirche ein geschütztes Baudenkmal mit der Aktennummer D-6-63-000-516 des BLfD.

## Glocken
Im Kirchturm hängen drei Glocken mit den Tönen gis´, h´ und cis´´, ein Te-Deum-Motiv. Glocke 1 und 3 goss Karl Czudnochowsky in Erding 1957. Glocke 2 ist ein Werk von Spannagl in Regensburg im Jahr 1879.